# Hypena strigatus
Hypena strigatus is een vlinder uit de familie spinneruilen (Erebidae). De wetenschappelijke naam is voor het eerst geldig gepubliceerd in 1798 door Fabricius.
De soort komt voor in tropisch Afrika.